# فيصل إبراهيم العيسى
فيصل إبراهيم عيسى أحمد العيسى (ولد في 26 ديسمبر 1999 في المحرق، البحرين) لاعب كرة قدم بحريني يجيد اللعب في مركز المهاجم. يلعب حاليا لصالح سترة البحريني معارا من المحرق البحريني منذ 2023.